# Новая Михайловка (Полтавская область)
Новая Михайловка (укр. Нова Михайлівка) — село,
Новомихайловский сельский совет,
Решетиловский район,
Полтавская область,
Украина.
Код КОАТУУ — 5324282801. Население по переписи 2001 года составляло 396 человек.
Является административным центром Новомихайловского сельского совета, в который, кроме того, входят сёла
Молодиковщина,
Потеряйки и
Шарлаи.

## Географическое положение
Село Новая Михайловка находится на левом берегу реки Говтва,
выше по течению примыкает село Молодиковщина,
ниже по течению на расстоянии в 1 км расположено село Потеряйки.

## Экономика
- «Новомихайловское», сельскохозяйственное ЧП.

## Объекты социальной сферы
- Новомихайловская ООШ I—II ст.